# Ramal ferroviario Lincoln-Roberts-Timote
El Ramal Lincoln - Roberts - Timote pertenece al Ferrocarril Domingo Faustino Sarmiento, Argentina.

## Ubicación
Se halla en la provincia de Buenos Aires a través de los partidos de Lincoln y Carlos Tejedor. Tiene una extensión de 88 km uniendo las localidades de Lincoln y Timote.

## Servicios
Es un ramal secundario de la red, no presta servicios de pasajeros en su extensión.
En cuestión de tránsito de cargas, sus vías están concesionadas a la empresa FerroExpreso Pampeano S.A., sin embargo sus vías se encuentran inactivas y en estado de abandono.

## Historia
El ramal fue construido por la empresa Ferrocarril Oeste de Buenos Aires.